# Содомора, Александр Григорьевич
Содомора Александр Григорьевич (27 мая 1899, Новоселки-Кут — 20 июня 1977, Выров) — священник УГКЦ, военный УГА и армии УНР.

## Биография
Родился 27 мая 1899 года в с. Новоселка-Кут (ныне Тернопольская область) В семье священника Григория Содоморы и Марии Гудык. Был пятым ребёнком в семье. Брат отца Содоморы Николая Григорьевича.
Учился в Новоселковской сельской приходской школе, затем в Бережанской гимназии . Большое внимание уделял спорту, достигал высоких успехов в борьбе. Увлекался музыкой.
В Первой мировой войне воевал на итальянском фронте, из которого вернулся в конце 1918 года.
Участвовал в боях УГА (1918—1919) и Армии УНР (1919). Некоторое время был под командованием Елены Степанивны. Зимой, 1919 года, после завершающих боев УГА, Александр, сумел избежать расстрела и больной тифом, смог вернуться на родную Тернопольщину.
В 1925 г. при поддержке фонда Андрея Шептицкого закончил теологию в Львовской духовной семинарии Святого Духа. В том же году женился на Софии Дурбак. Имели детей: Лукию Максимович, Марту Кришталович (1929 г.р.), Юстину Бискуп (1933 г.р.), Андрея (1937 г.. н.).
В том же 1925 году рукополагал в сан священника и пошел на первый приход в Новый Ярычев.
| года        | Приход          |
| ----------- | --------------- |
| 1925 — 1928 | Новый Ярычев    |
| 1929 — 1932 | Кудырявцы       |
| 1932 — 1933 | Побужаны        |
| 1933 — 1977 | Выров и Соколов |

За время своего служения в Кудырявцы участвовал в создании читальни «Просвещения» . Создал потребительскую кооперативу и кооперативную «Братскую Кассу».
В 1938- 1939 гг. избран крестьянами с. Выров депутатом в гмину Великоселки.
Учил детей религии в Выровской начальной школе.

## Захоронение
Умер 20 июня 1977 года в селе Виров .

Похоронен на Выровском приходском кладбище. На надгробной плите надпись:
"Митрофорный протоиерей о. Александр Содомора, многолетний настоятель с. Выров (27. V.1899 — 20. VI.1977) от детей и прихожан ".

## Память
В 1990 году, Юлиан Лучка (автор документальной повести «Ярема») сочинил стихотворение под названием «Поклон», в память об о. Александре.
В 1999 году, Роман Крипьякевич (канд. физико-математических наук, исследователь истории Украины) к столетию со дня рождения о. Александра Содоморы опубликовал статью-воспоминание в «Просвите» под названием «На ниве земной и духовной».
В 2014 году, Андрей Содомора (украинский писатель, переводчик, ученый) сын о. Александра написал книгу «Папина рука: земная и духовная нива отца Александра Содоморы».
В селе Виров одна из улиц села называется именем Александра Содоморы.